# Echinothecium
Echinothecium är ett släkte av lavar. Echinothecium ingår i familjen Capnodiaceae, ordningen Capnodiales, klassen Dothideomycetes, divisionen sporsäcksvampar och riket svampar.
|               | Capnodium                                   |
|               |                                             |
|               | Polychaeton                                 |
|               |                                             |
|               | Polychaetella                               |
|               |                                             |
|               | Tripospermum                                |
|               |                                             |
|               | Trichomerium                                |
|               |                                             |
|               | Scolecoxyphium                              |
|               |                                             |
|               | Phaeoxyphiella                              |
|               |                                             |
|               | Ciferrioxyphium                             |
|               |                                             |
|               | Ceramoclasteropsis                          |
|               |                                             |
|               | Callebaea                                   |
|               |                                             |
|               | Anopeltis                                   |
|               |                                             |
|               | Acanthorus                                  |
|               |                                             |
|               | Scoriadopsis                                |
|               |                                             |
|               | Apiosporium                                 |
|               |                                             |
|               | Capnophaeum                                 |
|               |                                             |
|               | Fumagospora                                 |
|               |                                             |
| Echinothecium | \| \| Echinothecium reticulatum \| \| \| \| |
|               | \| \| Echinothecium reticulatum \| \| \| \| |
|               | Leptoxyphium                                |
|               |                                             |
|               | Aithaloderma                                |
|               |                                             |
|               | Phragmocapnias                              |
|               |                                             |
|               | Scorias                                     |
|               |                                             |
|               | Hyaloscolecostroma                          |
|               |                                             |
|               | Limaciniaseta                               |
|               |                                             |
|               | Plurispermiopsis                            |
|               |                                             |
|               | Fumiglobus                                  |
|               |                                             |
|               | Echinothecium reticulatum                   |
|               |                                             |

|  | Echinothecium reticulatum |
|  |                           |